# Jorge de la Riestra
 Jorge de la Riestra fue un actor que nació en Argentina en 1912 y falleció en 1988. Trabajó en cine, teatro y televisión y estuvo casado con Ninón Navarro, una de las hermanas de Fanny Navarro, que, al igual que ésta, había bailado en el Teatro Colón.

## Carrera profesional
Fue actor de reparto en numerosas producciones y en la última etapa de su actividad profesional lo encasillaron en papeles de alcohólico. Con Fanny Navarro trabajó en el filme El grito sagrado (1954) en el papel de yerno de la actriz. Fue intérprete de la obra teatral Así es la vida con la compañía Sandrini-Magaña en el Teatro Astral y también en su versión cinematográfica de 1977 dirigida por Enrique Carreras. En el Teatro General San Martín trabajó en Hotel de ilusos dirigido por Fernando Heredia.
En televisión se recuerdan sus participaciones en las telenovelas Cantarela, Malevo (1972), Muchacha italiana viene a casarse (1969) y Buscavidas (1984), esta última protagonizada por Luis Brandoni y Patricio Contreras con libretos de Ismael Hase.

## Filmografía
Actor
- Paraíso Relax (Casa de masajes)  (1988)
- Las barras bravas (1985) …Juárez
- El juicio de Dios (abandonada) (1979)
- El poder de las tinieblas (1979)
- La fiesta de todos (1978)
- Así es la vida (1977)
- Los hijos de Fierro (1975)
- Los chantas (1975) ...Benítez
- Papá Corazón se quiere casar (1974) ... Tristán
- Si se calla el cantor (1973)
- Operación Masacre (1972) ...Teniente coronel Fernández Suárez
- Joven, viuda y estanciera (1970)
- El salame (1969)
- Los muchachos de antes no usaban gomina (1969)
- La casa de Madame Lulú (1968)
- Lo prohibido está de moda (1968)
- En mi casa mando yo (1968)
- Coche cama, alojamiento (1967) …Inspector
- ¡Esto es alegría!  (1967)
- El andador (1967)
- Dos quijotes sobre ruedas (1966)
- Canuto Cañete, detective privado (1965) …Hombre en bar
- El demonio en la sangre (1964)
- La calesita (1963)
- Lindor Covas, el cimarrón (1963)
- La murga (1963)
- Hombre de la esquina rosada (1962) …Eleodoro, "El Turco"
- Plaza Huincul (Pozo uno)  (1960)
- El satélite chiflado (1956)
- Marta Ferrari (1956)
- El curandero (1955)
- El grito sagrado (1954)
- Corazón fiel (1951) …Comisario
- La verdadera victoria (1944) …Hombre 1 en Casablanca

## Televisión
- Hombres en pugna  (serie) (1980)
- Novia de vacaciones  (serie) (1979) …Don Pedro
- Malevo  (serie) (1972) …Arrillaga
- Muchacha italiana viene a casarse  (serie) (1969)…Don Vittorio

## Teatro
- 1962: La Moreira, con la Compañía de Comedia de Tita Merello, con Sergio Renán, Eduardo Cuitiño, Margarita Corona, Elda Dessel, Sergio Malbrán y Adolfo García Grau.
- 1948: La enemiga, con la Compañía teatral de Blanca Podestá, junto con un destacado elenco entre las que se encontraban Mario Danesi, Lilia del Prado, Blanca Vidal, Manolita Serra, Cecilia Reyes, Mary Rey, Amalia Britos, Pedro Aleandro, Américo Acosta Machado, Alfredo Distasio y Jorge de la Riestra.[3]